# Midtre Skagastølstind
De Midtre Skagastølstind is een berg behorende bij de gemeente Luster in de provincie Vestland in Noorwegen. De berg heeft een hoogte van 2284 meter en is gelegen tussen de bergen Nordre Skagastølstind, Store Skagastølstind en Vetle Skagastølstind. Ongeveer anderhalve kilometer naar het oosten liggen de Store Styggedalstinden en Jervvasstind.
De Midtre Skagastølstind is onderdeel van het gebergte Hurrungane.